# 이타쿠라 가쓰쓰구
이타쿠라 가쓰쓰구(일본어: 板倉勝承, 1735년 8월 18일 ~ 1765년 5월 15일)는 일본 에도 시대의 다이묘로, 후쿠시마번의 4대 번주이다. 관위는 종5위하, 나이젠노카미이다. 시게마사 류 이타쿠라 가(重昌流板倉家) 제7대 당주.
교호 20년(1735년)에 선대 번주 이타쿠라 가쓰사토의 맏아들로 태어났다. 간포 3년(1743년), 아버지가 사망하자 그 뒤를 이어 번주가 되었다. 엔쿄 2년(1745년)에 후쿠시마 3만 석 소동이라 불리는 잇키가 발생하였고, 뒤이어 기리마이 소동 등으로 곤란을 겪었다. 메이와 원년(1764년)에는 성주 대행이던 가로 마쓰바라 가쓰마사가 재정상의 실패를 일으켜, 막부로부터 폐문 처분을 받기도 했다. 가쓰쓰구는 이듬해인 메이와 2년에 사망하였고, 아들이 없어 동생인 가쓰토가 그 뒤를 이었다.
| 전임 이타쿠라 가쓰사토 | 제4대 후쿠시마번 번주 (이타쿠라 가문) 1743년 ~ 1765년 | 후임 이타쿠라 가쓰토 |